# The Sunday Times (Royaume-Uni)
Pour les articles homonymes, voir The Sunday Times.
The Sunday Times est un journal du dimanche distribué au Royaume-Uni et en Irlande, publié par Times Newspapers Ltd. Times Newspaper appartient à The Times. Les deux journaux ont été fondés indépendamment et appartiennent au même propriétaire seulement depuis 1966. Rupert Murdoch détient les deux journaux depuis 1981. Chaque année, le Sunday Times publie une liste des personnalités les plus riches.
Avec The Sunday Telegraph, le Sunday Times occupe une place dominante sur le marché des journaux du dimanche. Il est d'orientation conservatrice.

## Histoire
Le journal a été lancé sous le nom The New Observer en 1821, un nom similaire à The Observer bien que les deux titres n'aient aucun lien. Il a été rebaptisé The Independent Observer et enfin en 1822 The Sunday Times, mais encore une fois sans aucune relation avec The Times (ce dernier est fondé en 1785).
Rachel Beer achète le journal en 1893 puis Alfred Harmsworth en 1908. En 1959, le journal fait partie du groupe de Kemsley qui fut acquis par Lord Thomson. En 1966, Thomson s'offre aussi The Times et forme Times Newspaper Ltd pour publier les deux journaux.
Le groupe de journaux de Rupert Murdoch achète les titres du Times en 1981 mais le gouvernement conservateur ne référa jamais cet achat à la commission principalement parce que les précédents propriétaires, The Thomson Corporation, avaient menacé d'arrêter les publications s'ils n'étaient pas repris par quelqu'un d'autre. On a craint pendant un temps qu'aucun délai ne soit accordé à Murdoch pour racheter les journaux et éviter ainsi leur disparition. Malgré cela, le changement en faveur de Murdoch lui donna le contrôle de quatre journaux : The Times, The Sunday Times, The Sun et le News of the World. News Corp détient aussi Fox Entertainment Group. News International est l'actionnaire majoritaire de BSkyB et James Murdoch en est le président.
La prise de contrôle de News Corporation a signé la fin du règne d'Harold Evans. Sous Andrew Neil. Dans les années 1980 et au début des années 1990, le Sunday Times suit le courant de Thatcher et de Martin Wiener. Le journal s'associe fortement à l'idée que le courant anti-mercantaliste, défendu par ceux qui votaient traditionnellement pour le Parti conservateur, fonctionnait aux côtés du socialisme traditionnel mais minait la compétitivité du Royaume-Uni. Dans ce secteur il s'est fortement opposé au conservatisme traditionnel exposé par Peregrine Worsthorne dans le journal rival, The Sunday Telegraph.

### Les principales histoires
Le Sunday Times publia les faux carnets d'Hitler (1983) pensant qu'ils étaient authentiques. D'autres anecdotes notables :
- Le scandale de la Thalidomide dans les années 1960.
- Le journal a sponsorisé la circumnavigation en solitaire de Francis Chichester autour du monde en voile en 1966-1967 et le Sunday Times Golden Globe Challenge en 1968-1969. Ces deux évènements sont importants en Grande-Bretagne.
- Les armes nucléaires israéliennes : utilisant l'information de Mordekhaï Vanounou, le Sunday Times annonce en 1986 qu'Israël a fabriqué plus de 100 têtes nucléaires.
- Uncaring Thatcher (Thatcher l'insensible) : le Sunday Times rapporte que la reine Élisabeth II a été choquée par la politique de Margaret Thatcher, ce qui était notable puisque la monarchie reste généralement discrète en ce qui concerne la gestion du pays.
- L'enquête cash-for-question sous le gouvernement de John Major.
- Le 12 juillet 1987, le Sunday Times commence à publier des extraits de Spycatcher, les mémoires d'un agent du MI5, qui a été interdit au Royaume-Uni. Il attaque également et fait condamner le Royaume-Uni en 1991 devant la Cour européenne des droits de l'homme pour violation de la liberté d'expression, et reçoit 100 000 £ d'indemnité et 40 000 £ de frais de justice[3].

Le Sunday Times publie la Sunday Times Rich List, un classement annuel des plus riches personnalités ou familles vivant au Royaume-Uni et en Irlande, l'équivalent de la liste de Forbes aux États-Unis. Le journal publie aussi un classement des universités britanniques et un second sur les universités irlandaises. Le Sunday Times publie aussi la liste des bestsellers britanniques.

## Édition irlandaise
Pendant les années 1990, le journal commence à développer une édition pour l'Irlande. Un bureau est ouvert à Dublin en 1993, dirigé par Alan Ruddock et John Burns. À l'origine l'édition irlandaise est un supplément plus petit avec d'autres nouvelles, quelques chroniqueurs comme Eoghan Harris, la liste du cinéma irlandais et le programme des chaînes télévisées RTÉ One et RTÉ Two dans sa section Culture. Mais en 2005, de nombreux journalistes, qui écrivent uniquement pour l'édition irlandaise, demandent une édition spécifique à l'Irlande.
L'édition irlandaise vend 140 000 copies par semaine ce qui inclut un supplément pour l'édition en Irlande du Nord édité par Liam Clarke. L'actuel rédacteur en chef est Frank Fitzgibbon, le fondateur de Sunday Business Post. Depuis quelques années, le site web du Sunday Times met en ligne les principales nouvelles de l'édition irlandaise mais il semble qu'elle ait été supprimée à présent.

## Rédacteurs en chef
- Joseph Hatton (1874-81)
- Rachel Beer (1893-1904)
- Denis Hamilton (1961-66)
- Harold Evans (1967-81)
- Frank Giles (1981-83)
- Andrew Neil (1983-1994)
- John Witherow (1995 -)